# Gelderse Hout
Het Gelderse Hout is een natuurgebied van circa 150 hectare in de Nederlandse gemeente Lelystad. Het gebied ligt tussen de A6 aan de oostzijde, het Gelderse Diep en de Lage Vaart aan de zuidzijde en de Boswijk aan de westzijde. Ten noorden van het natuurgebied ligt het Oostrandpark en een gepland woongebied Buitenhof. Door het gebied loopt van zuid naar noord de Oostervaart.
Het Gelderse Hout behoort - samen met het Zuigerplasbos ten noordwesten van Lelystad, het Hollandse Hout ten zuidwesten van Lelystad en het Visvijverbos ten noordoosten van Lelystad - tot de stadsbossen van Lelystad. Het gebied wordt  grotendeels beheerd door Staatsbosbeheer. Een klein gedeelte wordt beheerd door de gemeente Lelystad. Samen met de andere bosgebieden in en rond Lelystad is het Gelderse Hout onderdeel van de ecologische hoofdstructuur van Flevoland.

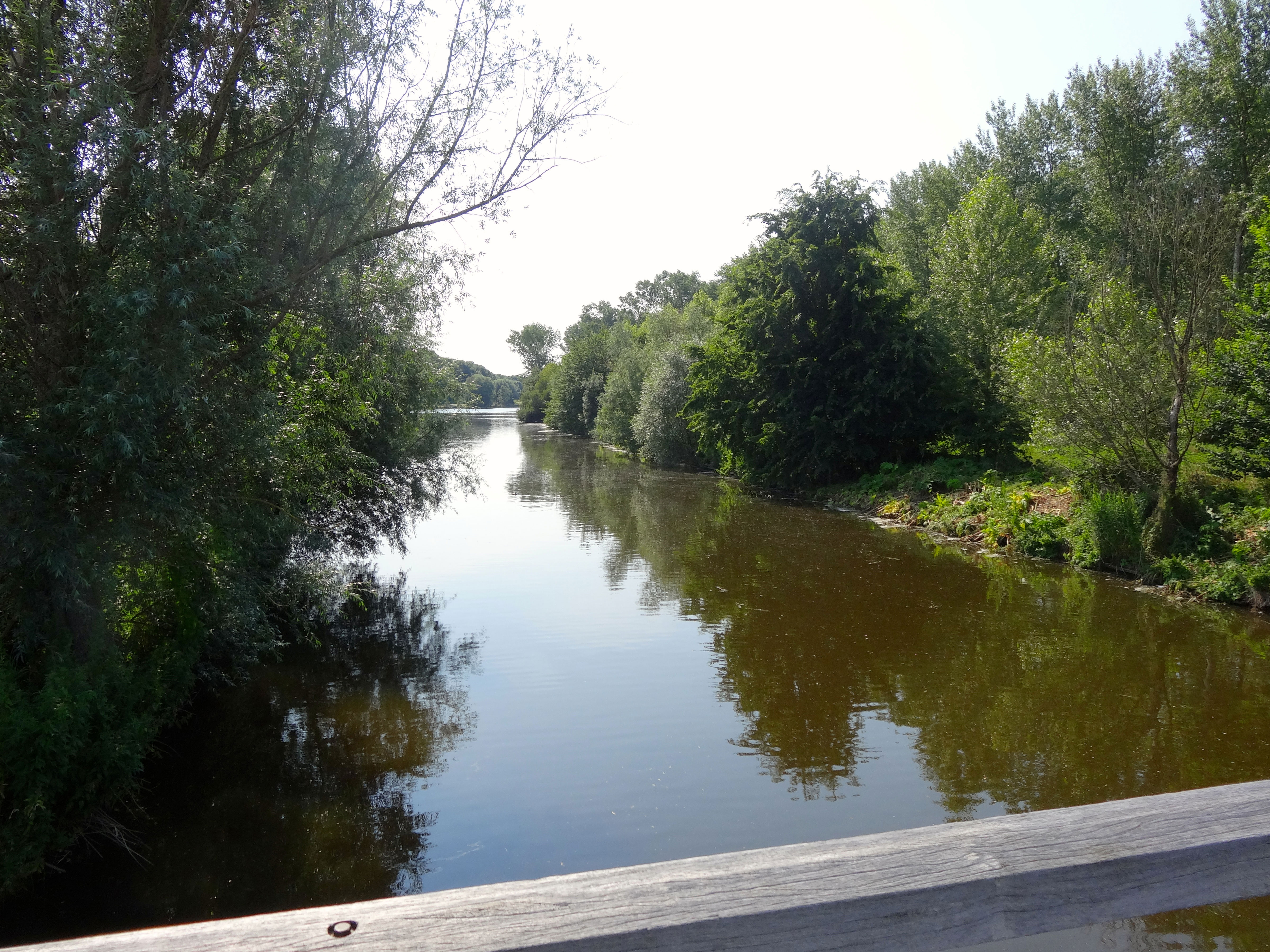
Het Gelderse Hout rechts van het Gelderse Diep
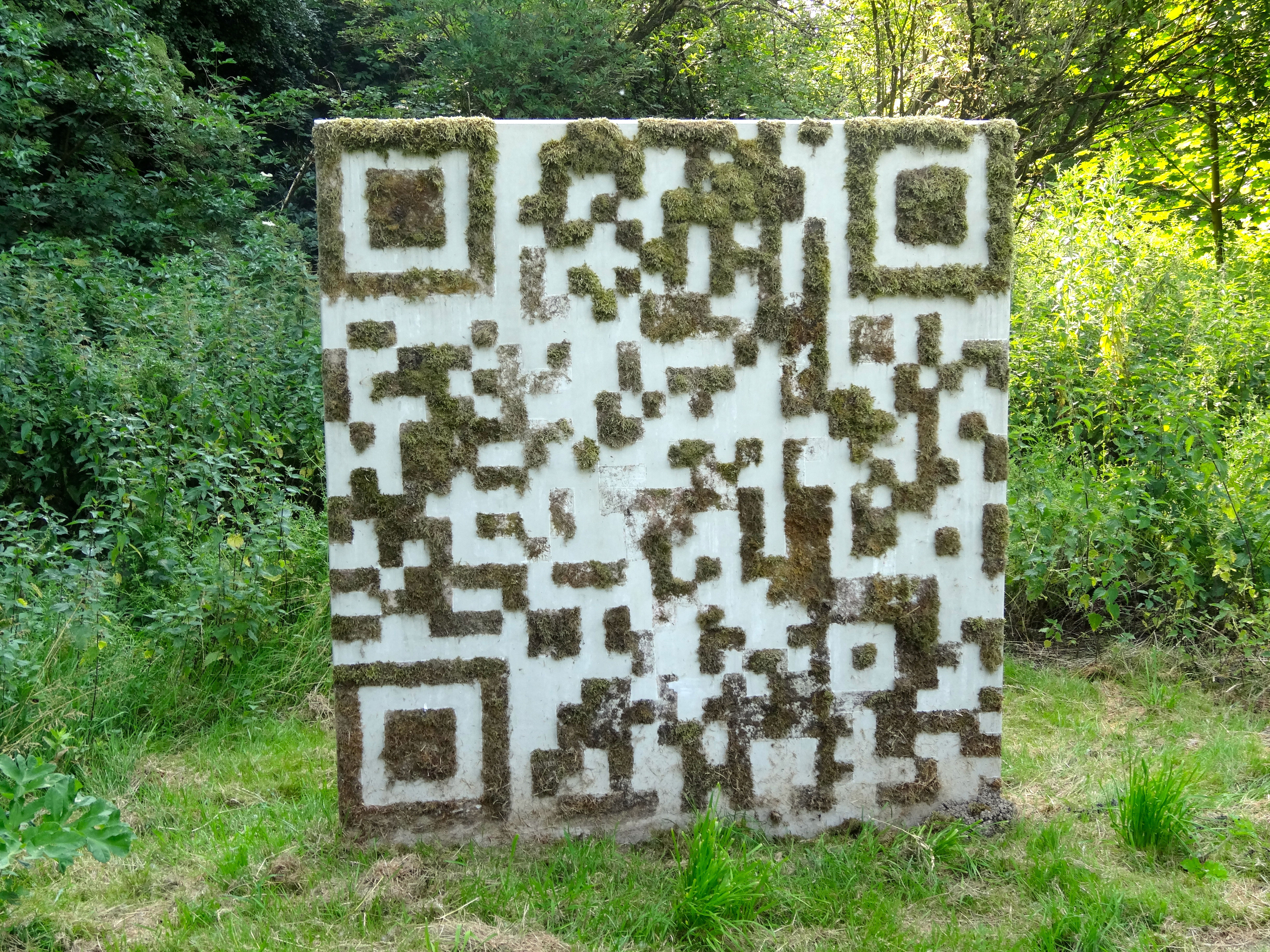
QR-code door Ninette Koning in het Gelderse Hout